# 1880 en Belgique
Chronologie de la Belgique
- 1876
- 1877
- 1878
- 1879
- 1880
- 1881
- 1882
- 1883
- 1884

Cette page recense des événements qui se sont produits durant l'année 1880 en Belgique.

## Chronologie
- 5 juin : le gouvernement Frère-Orban II rompt les relations diplomatiques avec le Vatican[1].
- 16 juin : inauguration de l'Exposition nationale célébrant le cinquantenaire de l'indépendance belge[2].

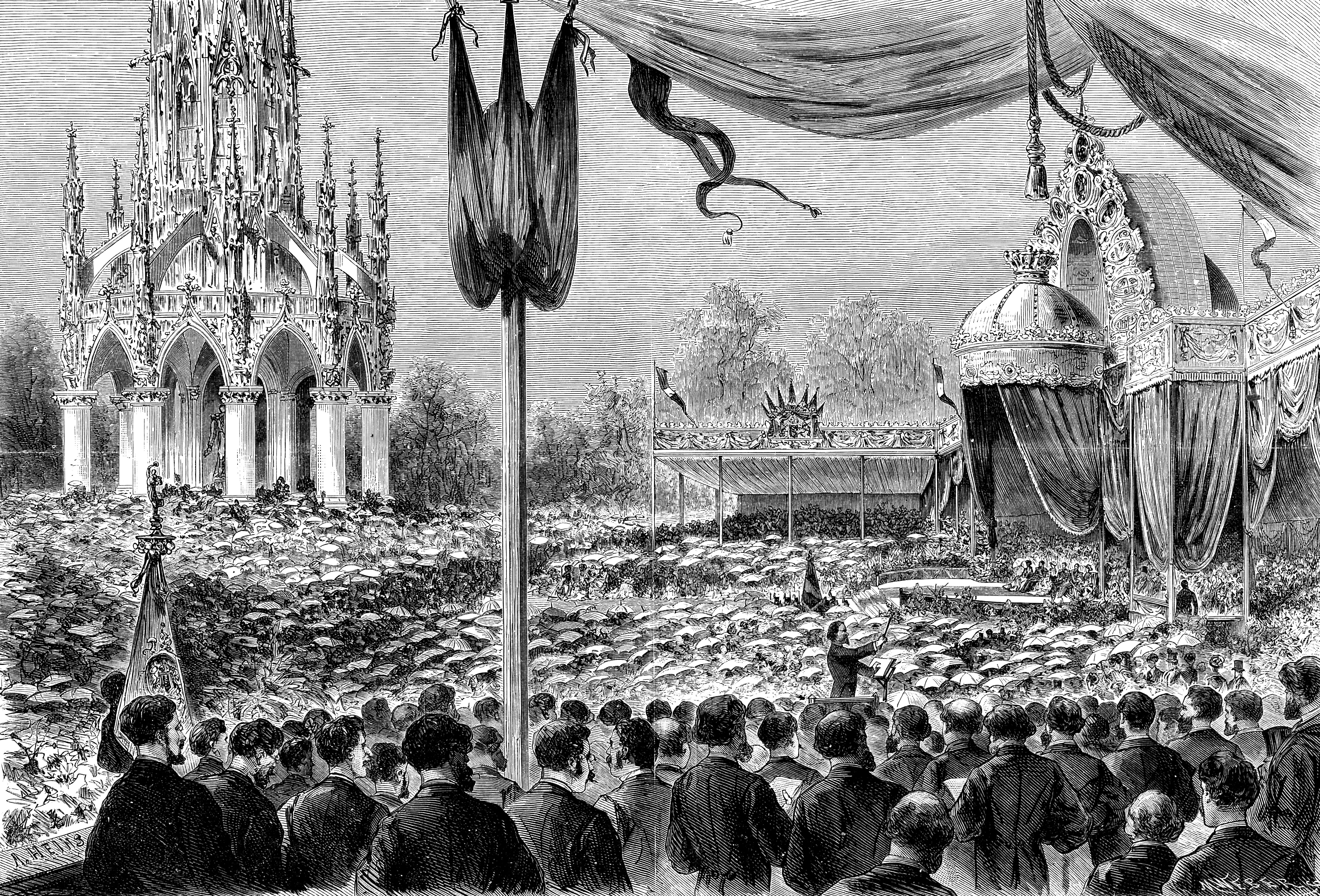
Inauguration du monument au roi Léopold Ier au parc de Laeken, le 21 juillet 1880 (L'Illustration nationale, 1 août 1880).

- 2 août : inauguration du premier Palais des beaux-arts de Bruxelles[3].
- 8 août : grand cortège des élèves et du personnel de l'enseignement public à Bruxelles[3].
- 15 août : manifestation des socialistes en faveur du suffrage universel[4].

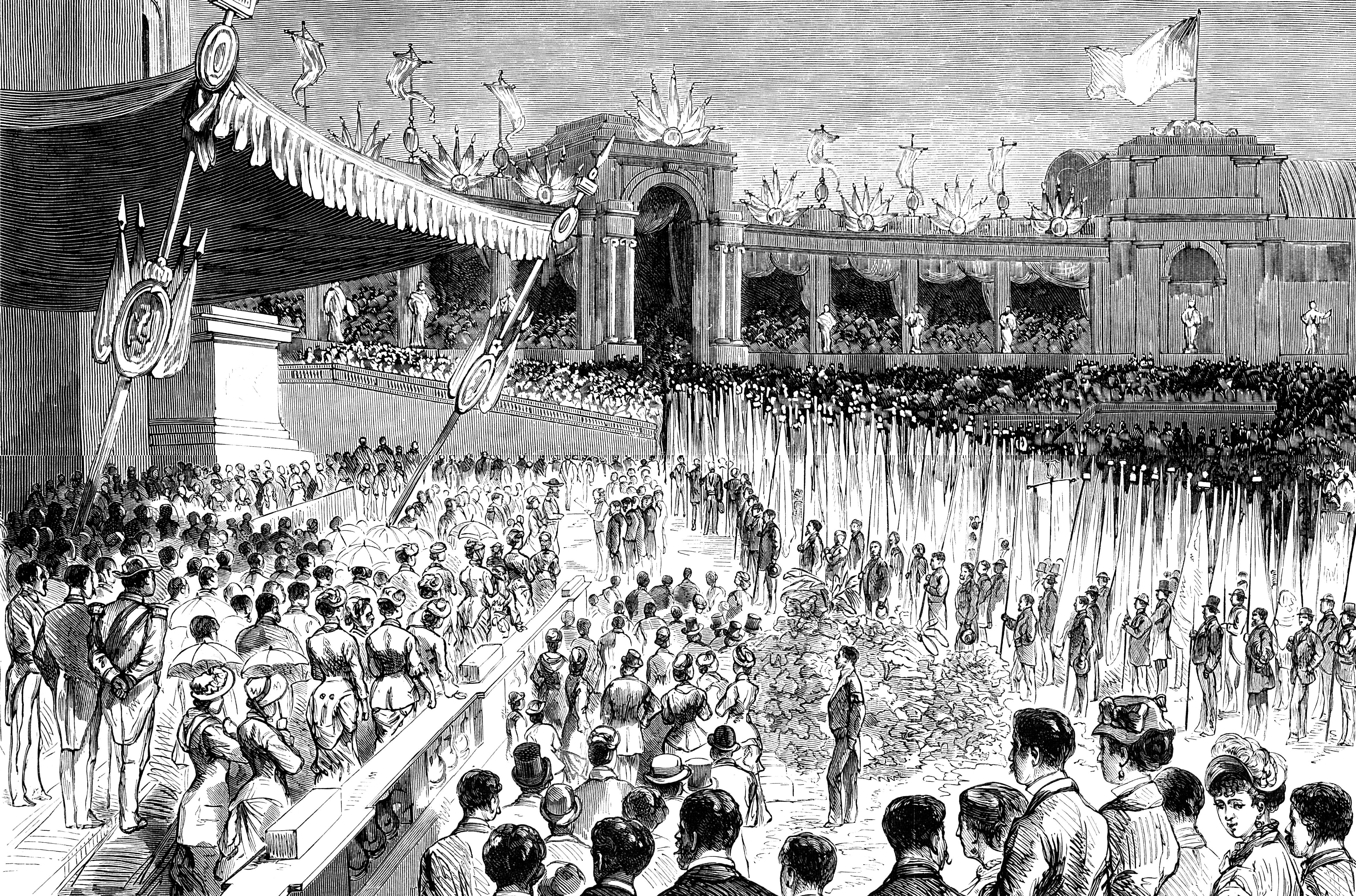
Fête patriotique du 16 août 1880 à Bruxelles (L'Illustration nationale, 5 septembre 1880).

- Rentrée académique 1880 : l'Université libre de Bruxelles ouvre pour la première fois ses portes aux étudiantes[5].
- 12 novembre : fondation de la société coopérative Vooruit à Gand[6].

## Culture

### Architecture

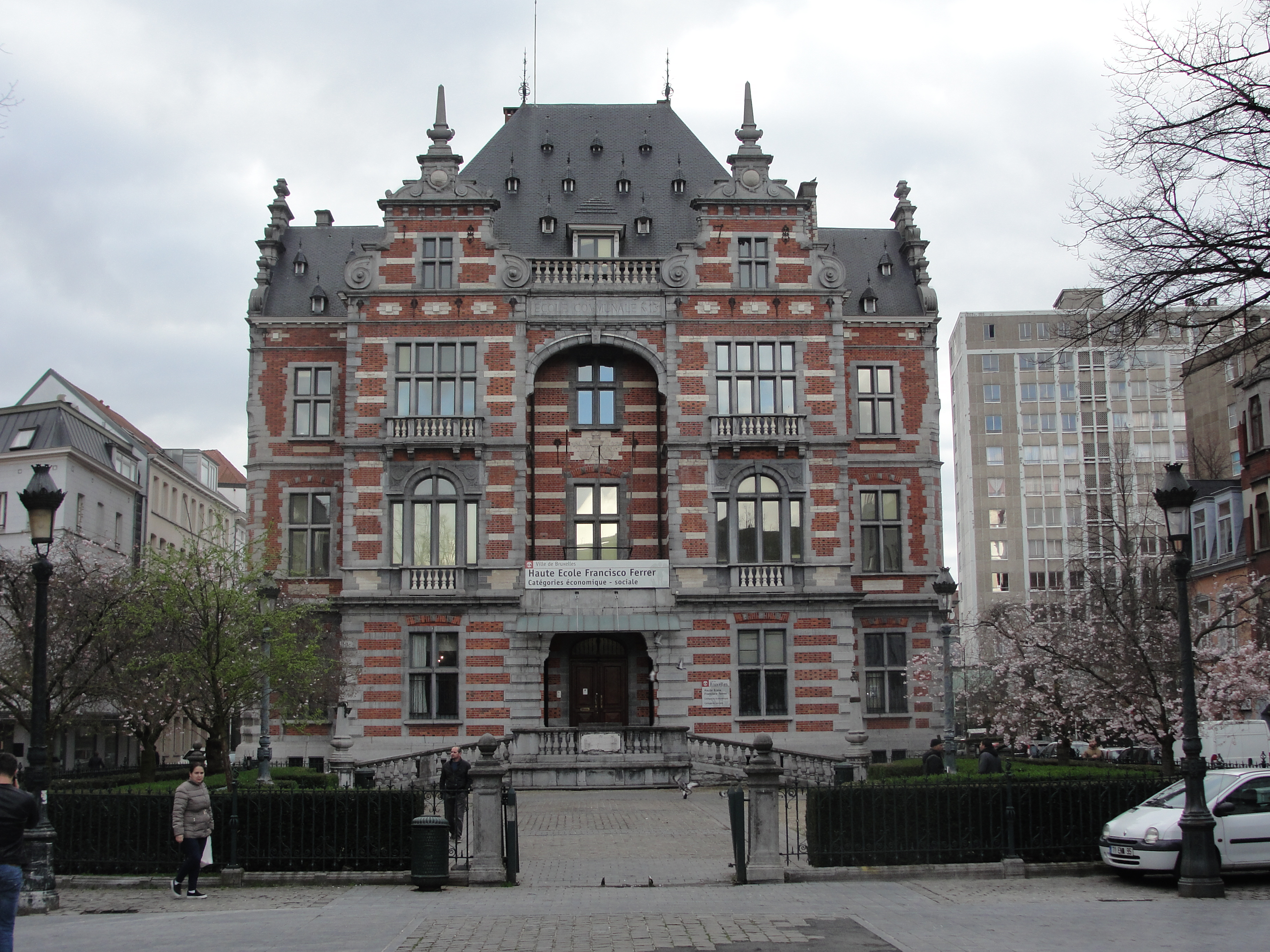
École communale n°13 de Bruxelles (Néo-Renaissance flamande, Émile Janlet)
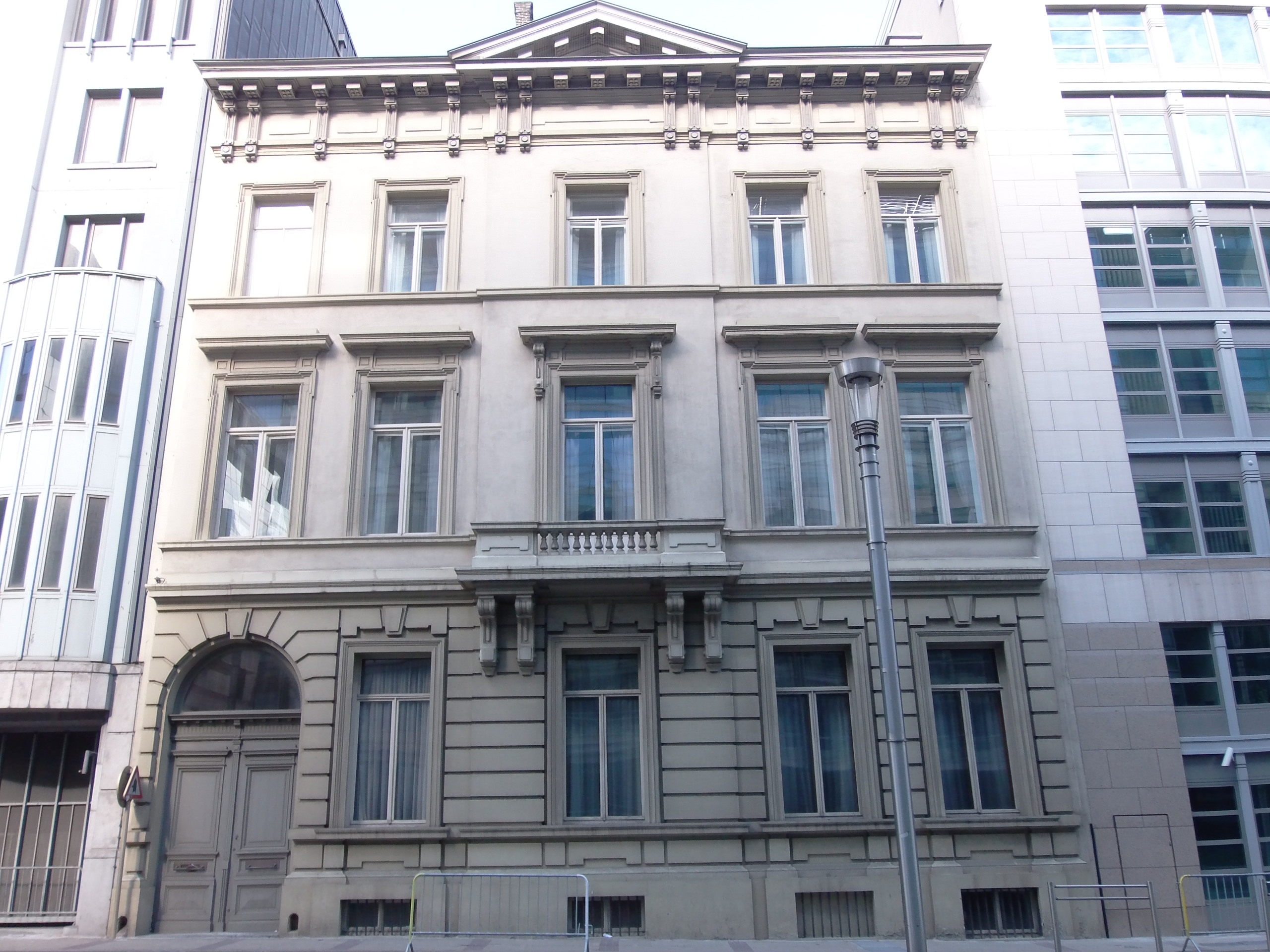
Hôtel de maître, rue de la Loi à Bruxelles (style néoclassique)
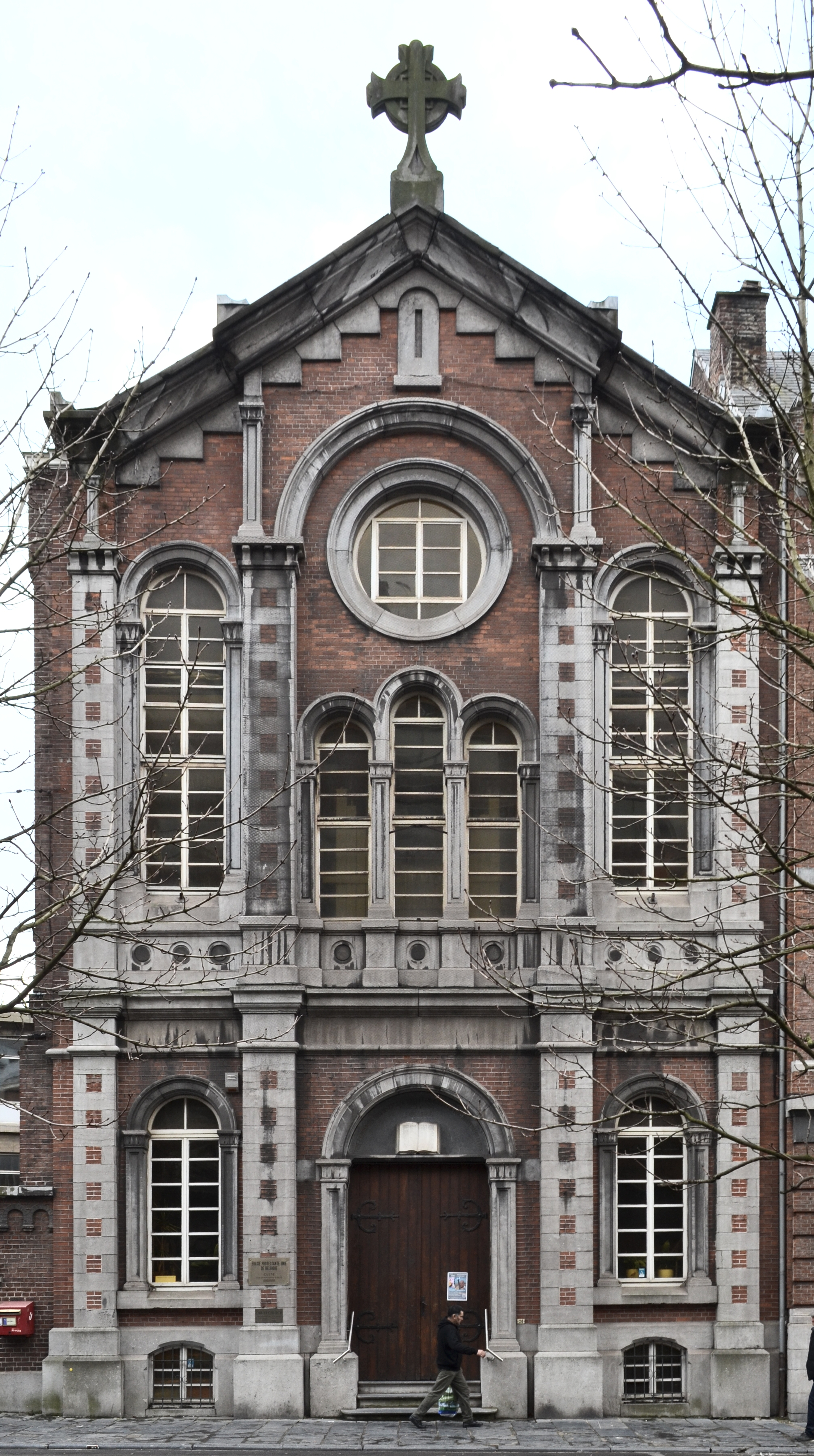
Temple protestant de Charleroi

### Arts
- du 15 août au 2 novembre, Salon de Gand.

#### Peinture

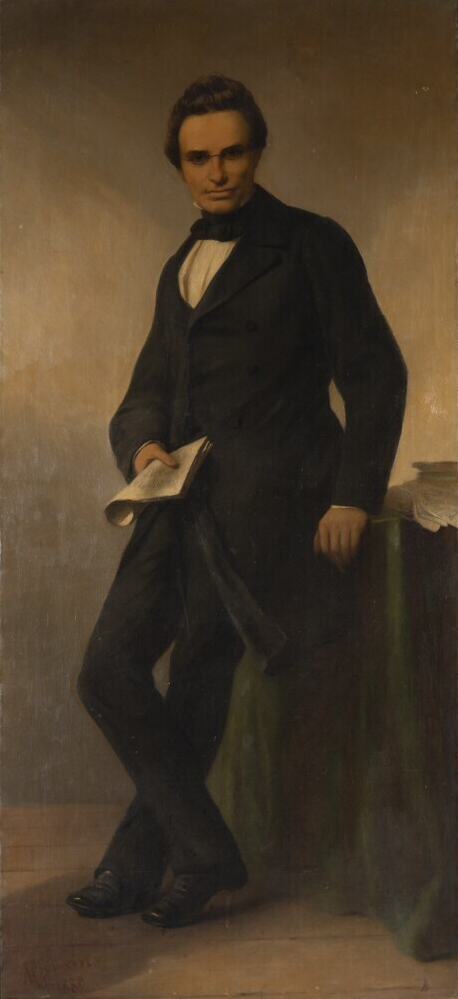
Portrait de Joseph Lebeau (Auguste Chauvin).
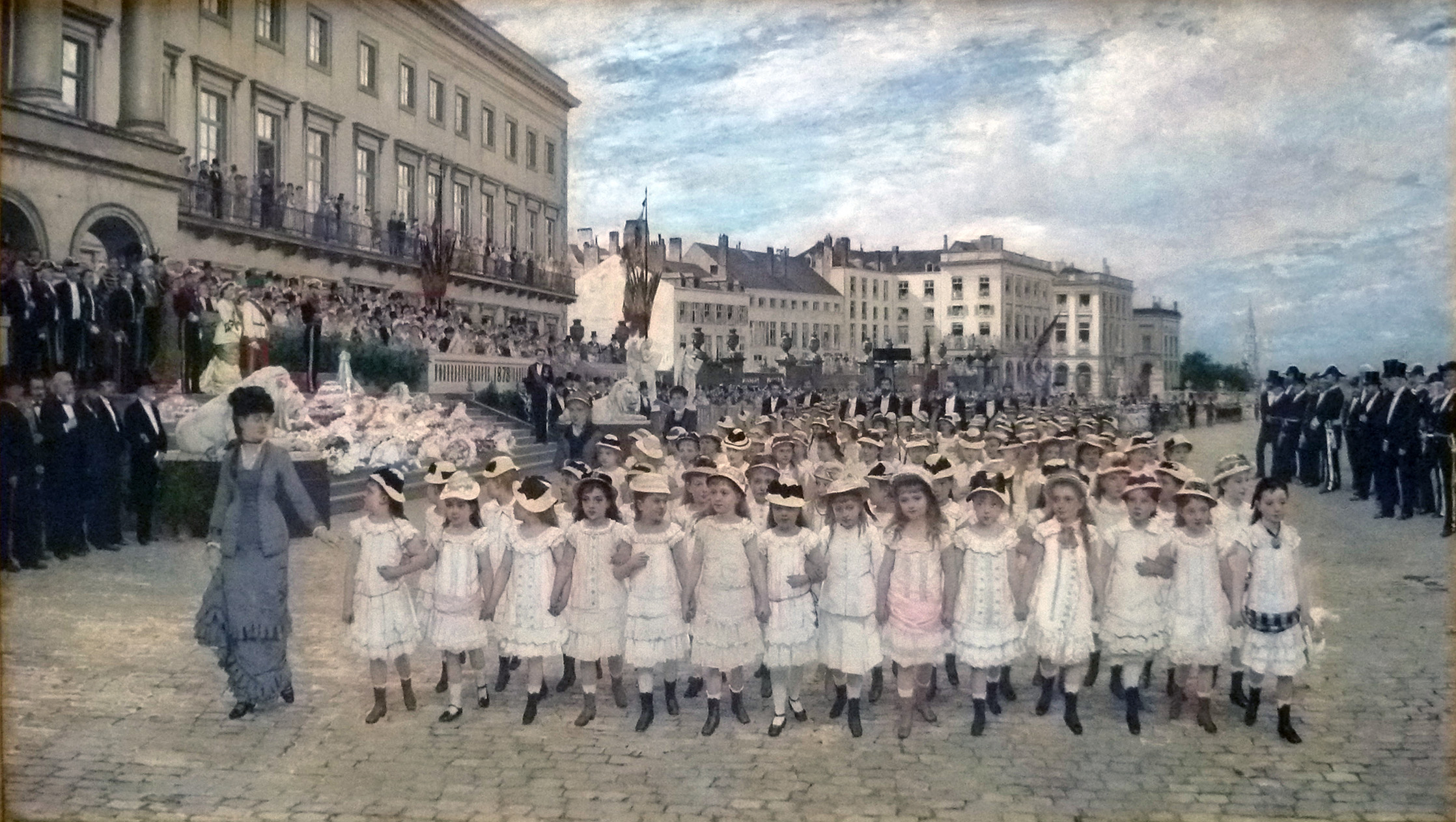
La Revue des écoles en 1878 (Jan Verhas)

## Naissances
- 10 janvier : Frans Van Cauwelaert, professeur de psychologie et homme politique († 17 mai 1961).
- 4 décembre : Eugène Soudan, avocat, juriste et homme politique († 30 novembre 1960).

## Décès
- 30 janvier : Paul Devaux, homme politique (° 10 avril 1801).
- 28 avril : Louis Dubois, peintre paysagiste (° 13 décembre 1830).
- 13 mai : Lievin De Winne, peintre (° 24 janvier 1821).
- 12 juin : Édouard Huberti, peintre (° 6 janvier 1818).

## Statistiques
- Population totale au 31 décembre 1880 : 5 520 009 habitants[7].